# Čehoslovačka košarkaška reprezentacija
Čehoslovačka košarkaška reprezentacija predstavlja državu Čehoslovačku u športu košarci.
Krovna organizacija: 
Glavni trener: 

## Nastupi na EP
- EP 1985., doprvaci (iznenađenje prvenstva)

Jaroslav Skála, Juraj Zuffa, Vlastimil Havlik, Peter Rajniak, Stanislav Kropilak, Zdenek Böhm, Jirí Okác, Igor Vraniak, Vladimír Vyoral, Kamil Brabenec, Oto Maticky, Leos Krejci

## Vanjske poveznice
- (engl.) Čehoslovačka košarkaška reprezentacija na archive.fiba.com